# Montanha Baekdu
A montanha Baekdu, Baitou ou Paekdu (língua coreana: Baekdu San, 백두산, 白頭山; Baekdu-san), também conhecida como Montanha Changbai, é uma montanha vulcânica localizada na fronteira da Coreia do Norte com a China. Com 2744 m de altitude, é a montanha mais alta dos Montes Changbai ao norte e dos Montes Baekdudaegan ao sul. É também a montanha mais alta da península Coreana e da Manchúria, tratando-se de um estratovulcão cuja última erupção ocorreu em 1903.
O monte Paektu — cujo nome em língua coreana significa "montanha do cume branco" e em língua chinesa "montanhas sempre brancas" ou "montanhas de cabeça branca" - situa-se sobre a fronteira sino-coreana, entre a província chinesa de Jilin e a norte-coreana de Ryanggang. Os principais rios da Coreia do Norte, que marcam também a fronteira com a China, nascem no maciço do monte Paektu: o Tumen e o Amnok (Yalou em chinês).
Há muitas variantes do nome (coreano 백두산), Ch’ang Pai, Chang-pai Shan, Chōhaku-san, Hakutō, Hakutō-san, Hakutō-zan, Paik-to-san, Pai-t’ou Shan, Mount Paitoushar, Paitow Shan, Pei-schan e Bai Yun Feng.
O grande lago de cratera vulcânica designa-se lago Chonji (lago do Céu, em coreano: 천지, em chinês: 天池). Há também uma queda de água quente, ocupando cerca de 200 m2, que nunca gela, nem nos invernos mais frios.
A montanha está representada no brasão de armas da Coreia do Norte.

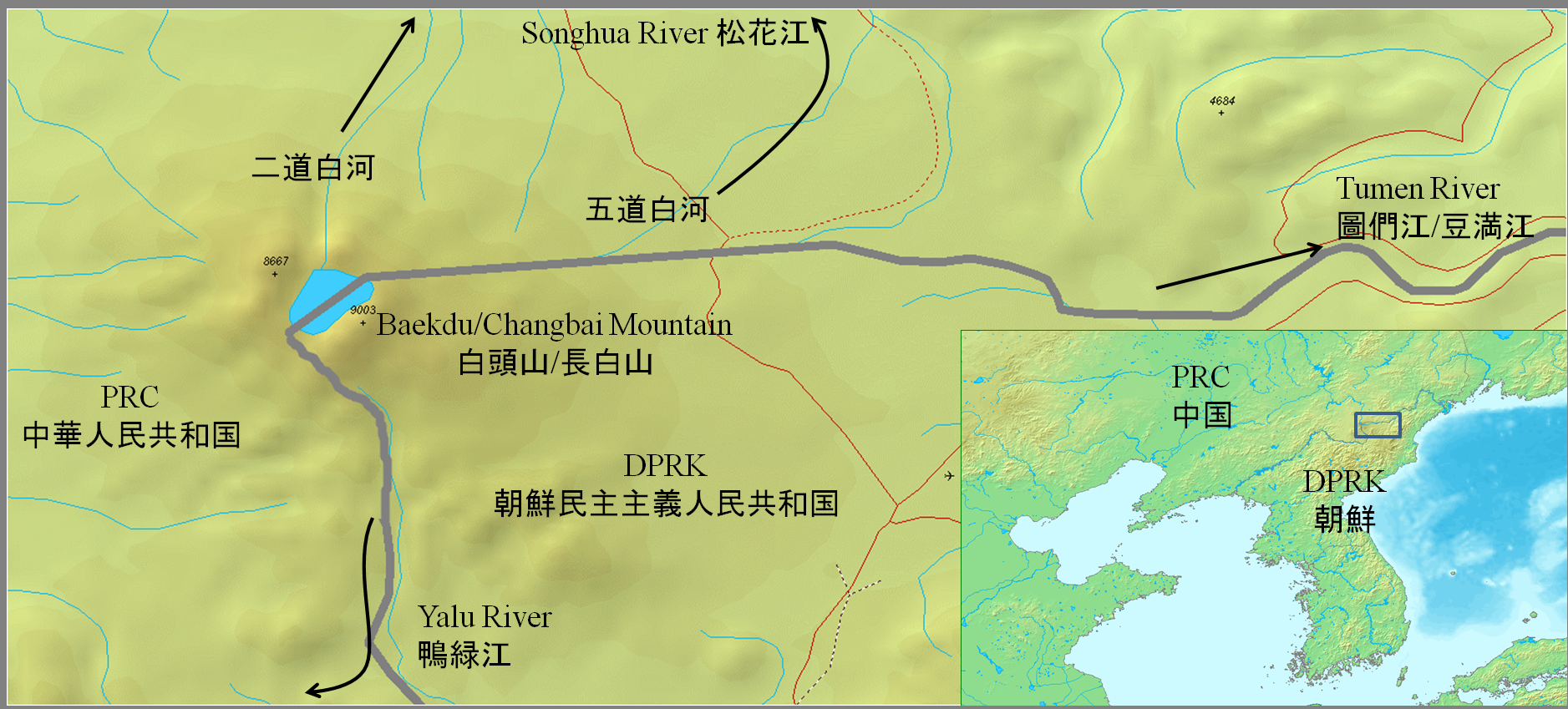
Mapa da fronteira sino-coreana na zona da montanha.

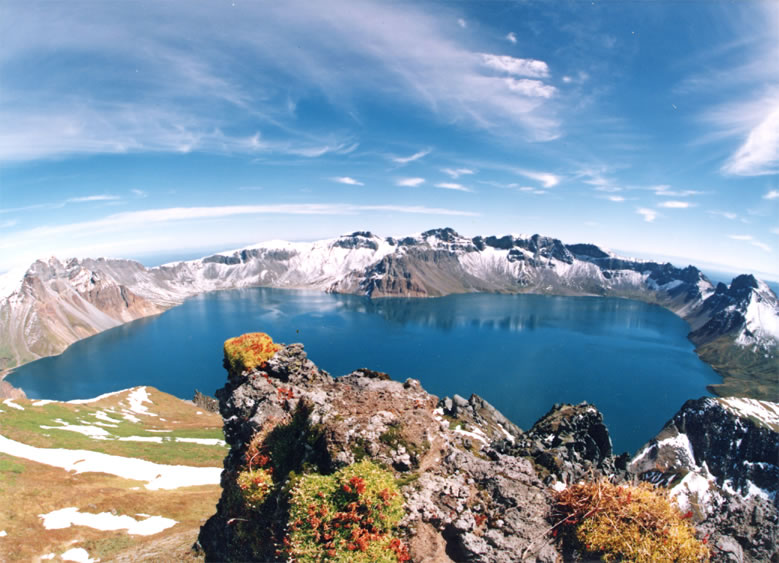
Vista do lago na caldeira vulcânica do Baekdu.

## Turismo
Dado como o local de nascimento do mais antigo líder coreano, Dangun, peregrinações para a montanha são comuns, especialmente por turistas da Coreia do Sul que escalam-na pelo lado chinês, já que estão proibidos de entrar na Coreia do Norte.
Do lado norte-coreano há uma série de monumentos na montanha. Baekdu tem uma fonte natural usada para extração de água mineral. Pegae Hill é um local de acampamento do Exército Revolucionário Popular Coreano (Hangul: 조선인민혁명군, Hanja: 朝鮮人民革命軍) liderado por Kim Il-sung durante a luta contra o Japão. Há vários campos secretos, alguns dos quais abertos hoje ao público, e numerosas cascatas.

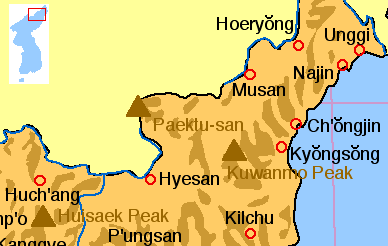
Localização da montanha
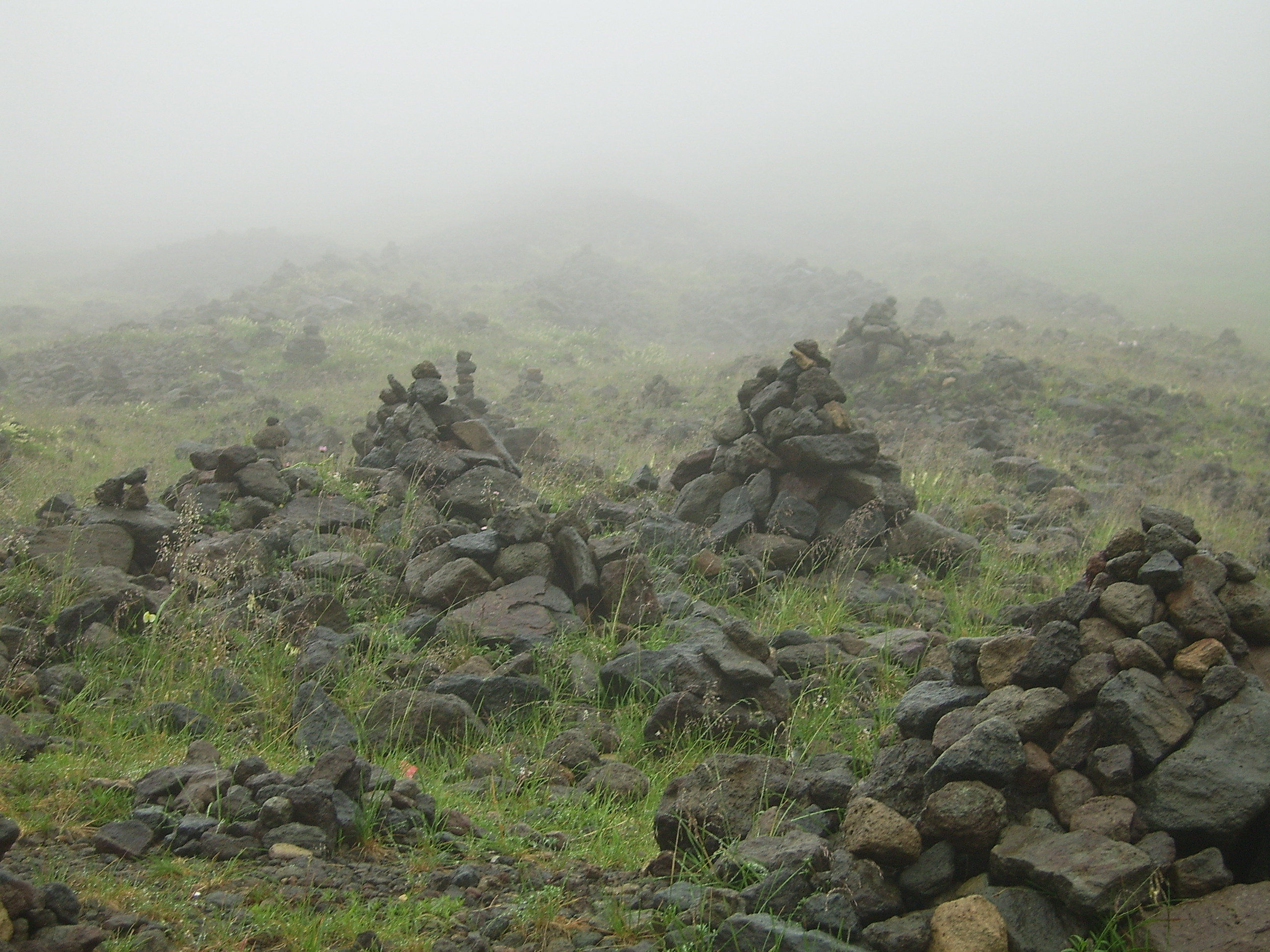
Cairns
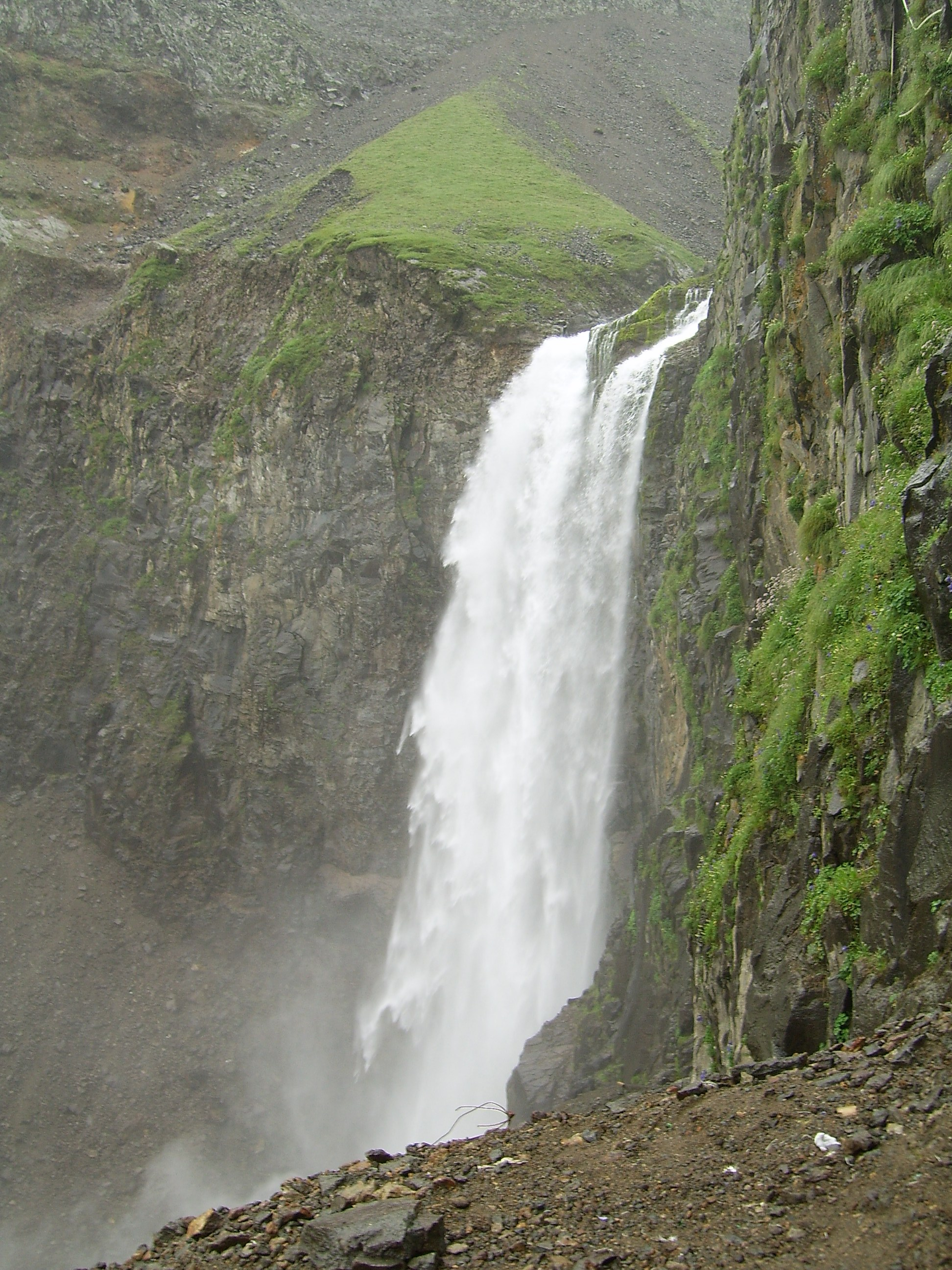
Quedas de água
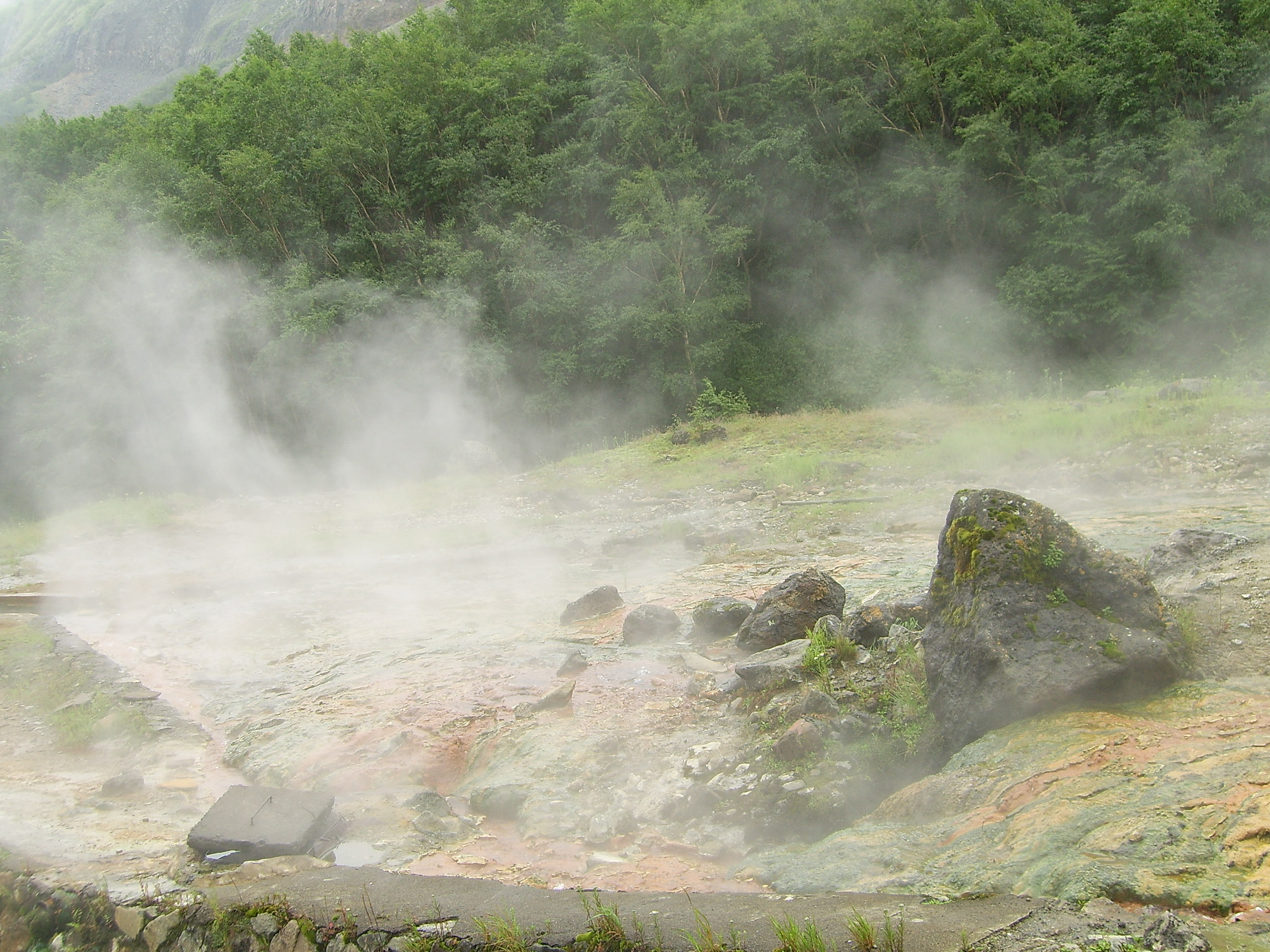
Fontes
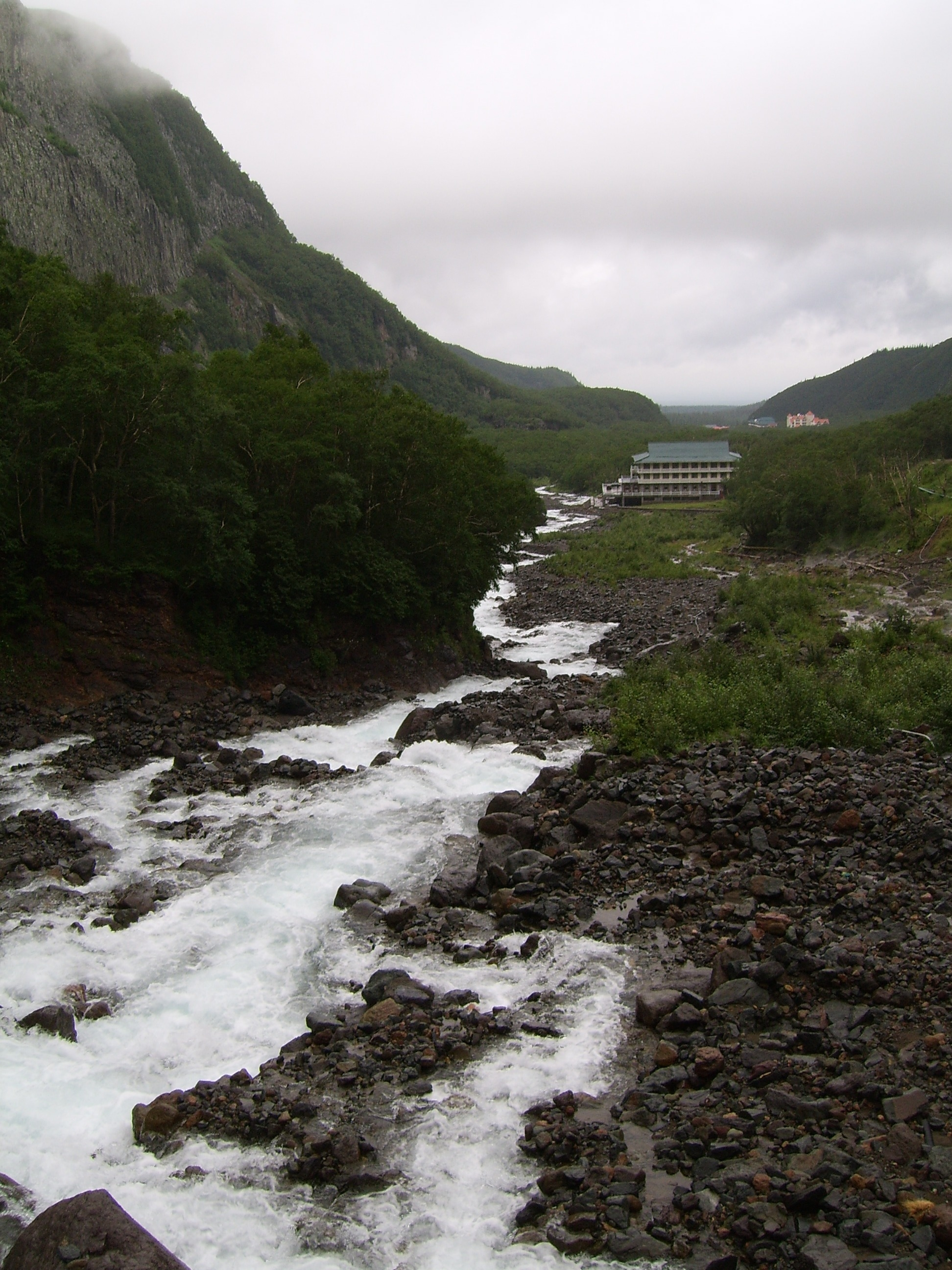
Rio
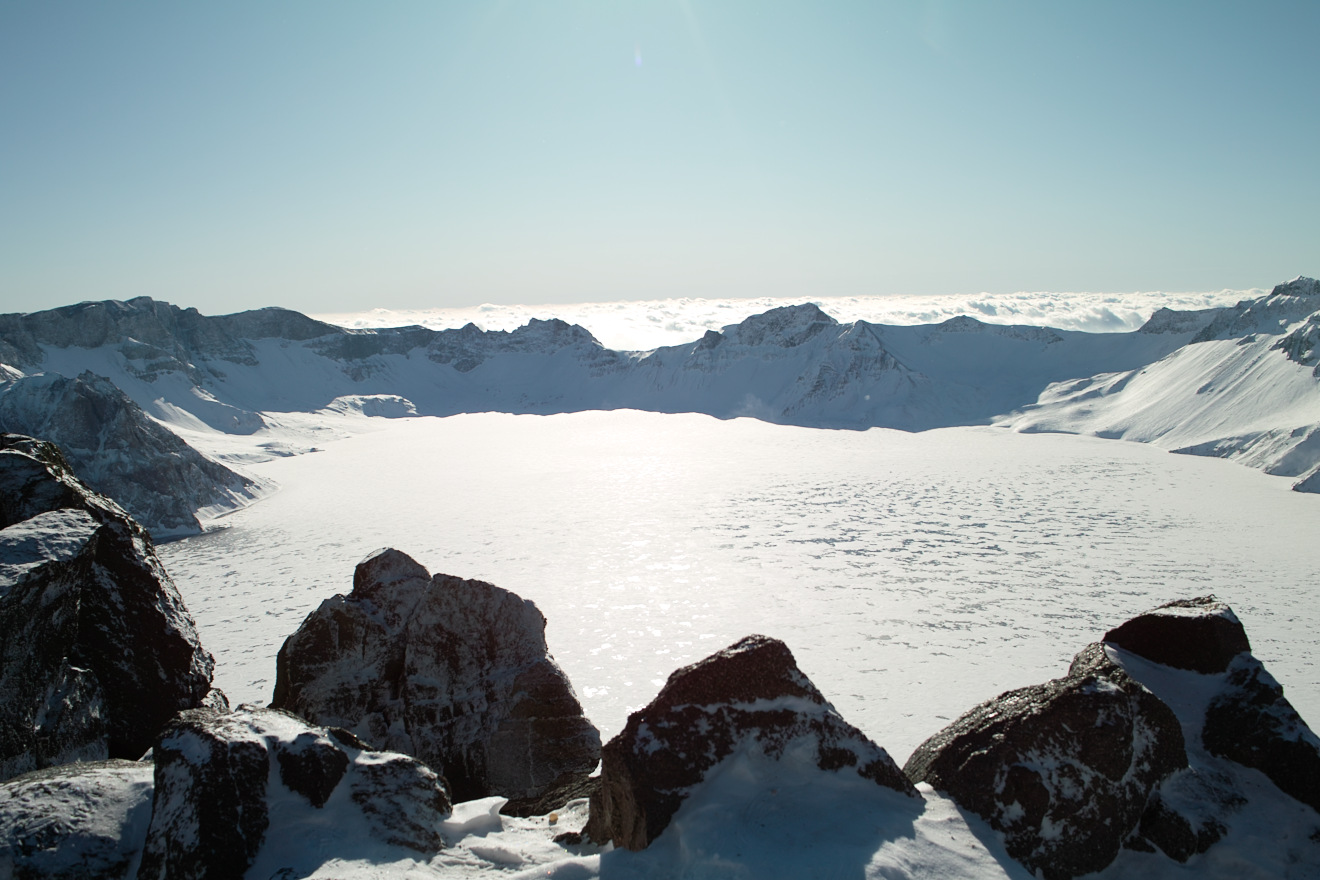
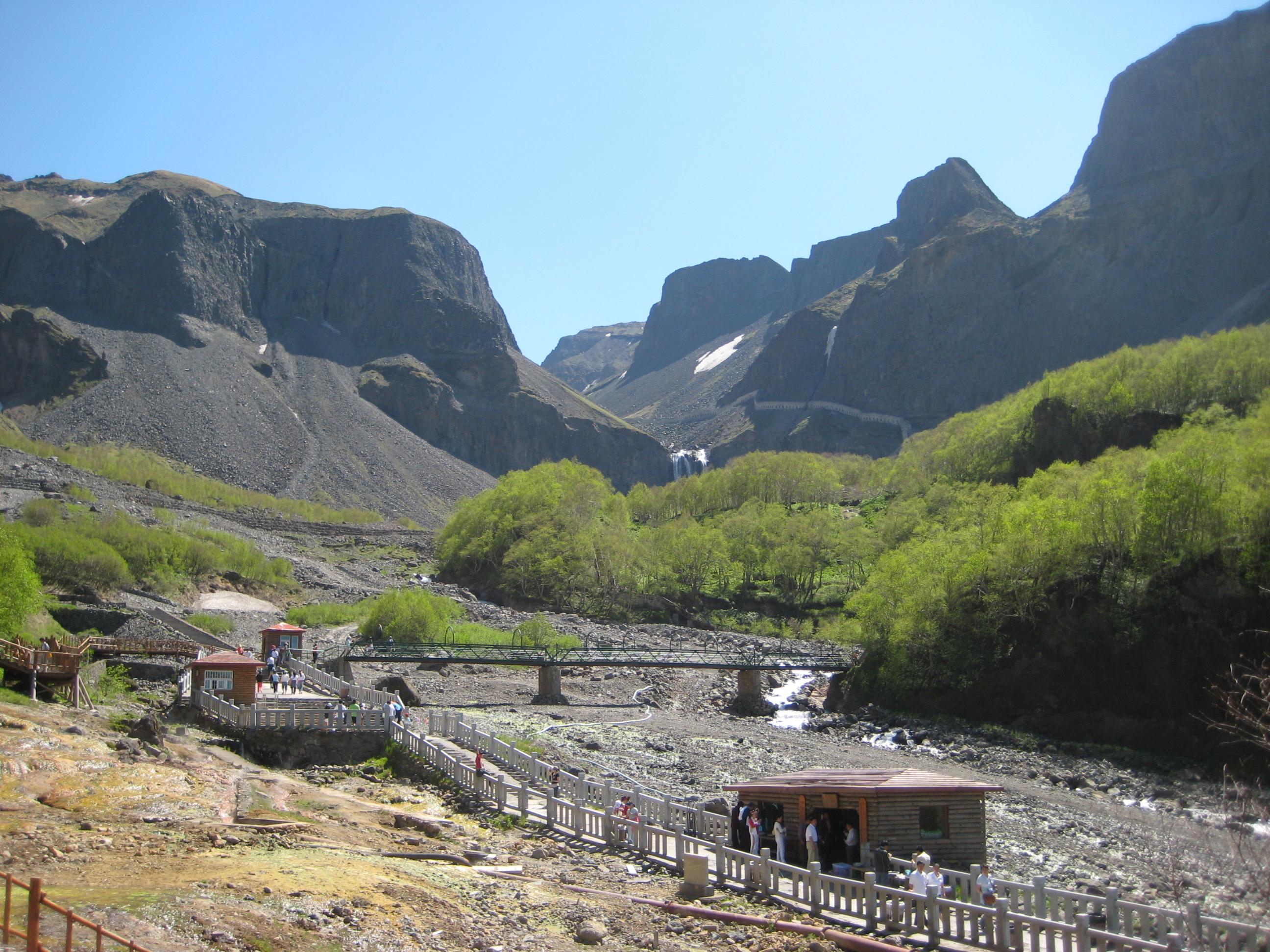
Vertente norte